# Сосновка (Славутский район)
Сосновка (укр. Соснівка) — село в Славутском районе Хмельницкой области Украины.
Население по переписи 2001 года составляло 213 человек. Почтовый индекс — 30030. Телефонный код — 3842. Занимает площадь 0,86 км². Код КОАТУУ — 6823980304.

## Местный совет
30030, Хмельницкая обл., Славутский р-н, с. Аннополь